# 曼弗雷德·韋伯

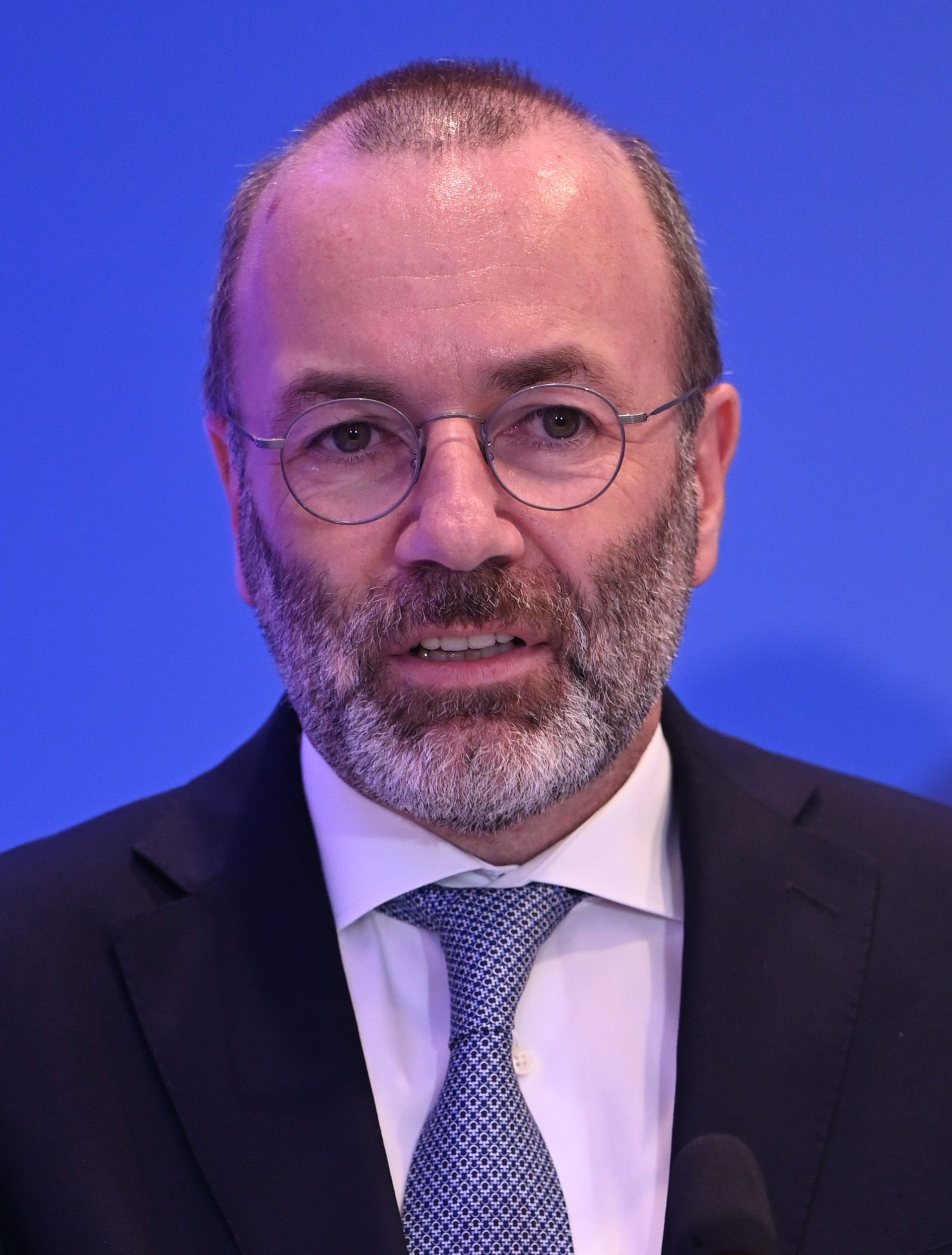

曼弗雷德·韋伯（德語：Manfred Weber，1972年7月14日—），德國政治家。他是巴伐利亚基督教社会联盟的黨員。韋伯於1996年大學畢業，之後曾經營企業。2003年開始參與政治。現在他是歐洲議會的議員，並且是歐洲人民黨的議會領袖。

## 生平
韋伯出生于Niederhatzkofen，1995年中学毕业后在慕尼黑应用技术学院攻读物理技术专业。1996年大学毕业后创立物理咨询服务公司。

## 政治
2003至2007年担任巴伐利亚州的青年联盟主席。自2009年起担任基督教社会联盟副主席。自2014年起担任歐洲人民黨的議會領袖。

## 家庭
韋伯结婚，与妻子居住在凯尔海姆县。

## 信仰
韋伯信仰天主教

## 外部連結
- 官方网站 （德文）